# Piaya melanogaster
O pássaro Piaya melanogaster, popularmente conhecido como chincoã-de-bico-vermelho  é uma espécie de ave da família Cuculidae.
Pode ser encontrada nos seguintes países: Bolívia, Brasil, Colômbia, Equador, Guiana Francesa, Guiana, Peru, Suriname e Venezuela.
Os seus habitats naturais são florestas subtropicais ou tropicais húmidas de baixa altitude.